# Bjarni Sigurðsson
Bjarni Sigurðsson (16 ottobre 1961) è un ex calciatore islandese, di ruolo portiere.

## Carriera

### Club
Sigurðsson iniziò la carriera con la maglia del Keflavík, per poi passare allo Akraness. Successivamente militò nei norvegesi del Brann, esordendo nella 1. divisjon in data 27 aprile 1985, quando fu titolare nel successo per 3-0 sul Vålerengen. Raggiunse due finali consecutive di Norgesmesterskapet (1987 e 1988), perdendole entrambe. Nel 1989 tornò in patria, al Valur. Giocò ancora nel Brann nel 1994, per poi accordarsi con lo Stjarnan, dove chiuse la carriera nel 1997.

### Nazionale
Sigurðsson giocò 41 partite per l'Islanda.